# Маркус Русенбери
Нилс Маркус Русенбери (на шведски: Nils Markus Rosenberg, произнася се 'markɵs 'ruːsəmbærj, фамилията като немска транскрипция Розенберг) е шведски футболист роден в Малмьо, Швеция на 27 септември 1982 г.
Дебютира в професионалния футбол за Малмьо ФФ през 2001 г. След като изиграва 52 мача с 8 гола с „Малмьо ФФ“ и през 2004 г. като преотстъпен на Халмстадс БК (26 мача, 14 гола) преминава през 2005 г. в Аякс Амстердам (40 мача 12 гола). От 2007 г. е играч на Вердер Бремен. Към 11 април 2009 г. има 68 мача с 29 гола за „Вердер Бремен“. Прекарва един сезон под наем в испанския Расинг Сантандер. През 2012 г. преминава в Уест Бромич Албиън. В Англия Розенберг не успява да отбележи нито едно попадение и на 1 февруари 2014 г. се завръща в родния Малмьо.
Дебютира за националния отбор на Швеция през 2005 г.